# Novosilți, Mostîska
Novosilți (în ucraineană Новосільці) este un sat în comuna Dovhomostîska din raionul Mostîska, regiunea Liov, Ucraina.

## Demografie
Componența lingvistică a localității Novosilți
     Ucraineană (99,73%)
     Alte limbi (0,27%)
Conform recensământului din 2001, majoritatea populației localității Novosilți era vorbitoare de ucraineană (99,73%), existând în minoritate și vorbitori de alte limbi.